# Joana de Sá
Joana de Sá nasceu no século XVII, provavelmente em Pernambuco. Morou a maior parte de sua vida na capitania da Bahia, na freguesia de Inhambupe de Cima e era casada com Francisco de Brito Gondim, com quem teve duas filhas.

## Biografia
Joana de Sá nasceu no século XVII, mas não se sabe ao certo a data do nascimento ou local de origem. Segundo as poucas informações obtidas, Joana possivelmente era natural de Pernambuco. Foi casada com Francisco de Brito Gondim, tiveram duas filhas sendo uma delas Theodora de Brito Gondim. Joana era avó de Micaela Maria de Jesus e bisavó de Ana Francisca da Silva. Em 1704 Joana mudou-se com marido e filhas para a freguesia de São João da Água Fria, mas não se tem informações de onde vieram. Pouco tempo depois, migrou para a freguesia do Divino Espírito Santo do Inhambupe de Cima. Essas freguesias localizavam-se na capitania da Bahia, na região do Sertão de Baixo.
Por volta da década de 1720 Francisco de Brito migrou do Sertão de Baixo deixando Joana de Sá e suas filhas na freguesia de Inhambupe. Consta que Francisco juntou-se a um grupo de mineradores e foi em direção ao Rio de Contas, onde lá se envolveu de forma ilícita com outras mulheres, inclusive escravas alheias. Francisco saiu de Inhambupe jovem e retornou velho para a casa da sua filha Theodora, casada com Manoel Soares de Costa, onde veio a falecer.

#### Administração da economia familiar
Na ausência do seu marido Joana de Sá passou a administrar as atividades econômicas da família, como por exemplo as lavouras de tabaco, tipo de lavoura que exigia um pequeno plantel de escravos. Joana esteve à frente na organização e distribuição de tarefas entre os escravos mais aptos a determinados serviços, se destacando pela forma de administrar as lavouras onde a rotina era bastante difícil. O tabaco produzido por seus cativos era vendido nas feiras próximas, em pontos de descanso de boiadas e provavelmente em pontos mais distantes, como no Recôncavo Baiano e em Salvador. Sozinha à frente da família e das atividades econômicas, ela manteve a coesão familiar e, sobretudo, acumulou experiências que foram transmitidas para as gerações seguintes.

#### Joana de Sá e a importância das mulheres na história
Não há registros suficientes sobre a vida de Joana de Sá, a não ser fragmentos obtidos em testemunhos indiretos, o que impossibilita saber sua origem exata, data de nascimento e morte. Tudo indica que ela viveu em Inhambupe até o final de sua vida. Contudo, é importante ressaltar sua importância como liderança feminina no século XVIII, mostrando sua capacidade de liderança familiar e de administração econômica, aprendendo com a dificuldade. Sua trajetória, portanto, é de suma importância para a história, e mostra que as mulheres tinham uma participação significativa na administração das fazendas e que tais histórias precisam ser estudadas e contadas. Através do exemplo dela pode-se avaliar que as mulheres tinham uma participação significativa na sociedade colonial, participação que se realçava principalmente em casos de viuvez ou de longas ausências de seus cônjuges, como se deu com Joana, cujo marido migrou para as minas de Rio de Contas. São histórias, que durante muito tempo, foram apagadas ou esquecidas.